# Городское поселение город Урень
Городское поселение город Урень — муниципальное образование в Уренском районе Нижегородской области.
Административный центр — город Урень.

## История
Городское поселение город Урень образовано Законом Нижегородской области от 15 июня 2004 года № 60-З «О наделении муниципальных образований — городов, рабочих посёлков и сельсоветов Нижегородской области статусом городского, сельского поселения», установлены статус и границы муниципального образования.

## Население
| 2002    | 2008    | 2009    | 2010    | 2011    | 2012    | 2013    |
| ------- | ------- | ------- | ------- | ------- | ------- | ------- |
| 12 689  | ↘11 759 | ↘11 635 | ↗12 439 | ↘12 410 | ↘12 266 | ↘12 220 |
| 2014    | 2015    | 2016    | 2017    | 2018    | 2019    | 2020    |
| ↘12 195 | ↗12 260 | ↗12 377 | ↗12 502 | ↘12 422 | ↘12 318 | ↗12 361 |

## Состав городского поселения
| № | Населённый пункт | Тип населённого пункта        | Население |
| - | ---------------- | ----------------------------- | --------- |
| 1 | Артамоново       | деревня                       | ↗135      |
| 2 | Сосновка         | посёлок                       | →0        |
| 3 | Урень            | город, административный центр | ↗12 450   |